# Nävekvarns bruksmuseum

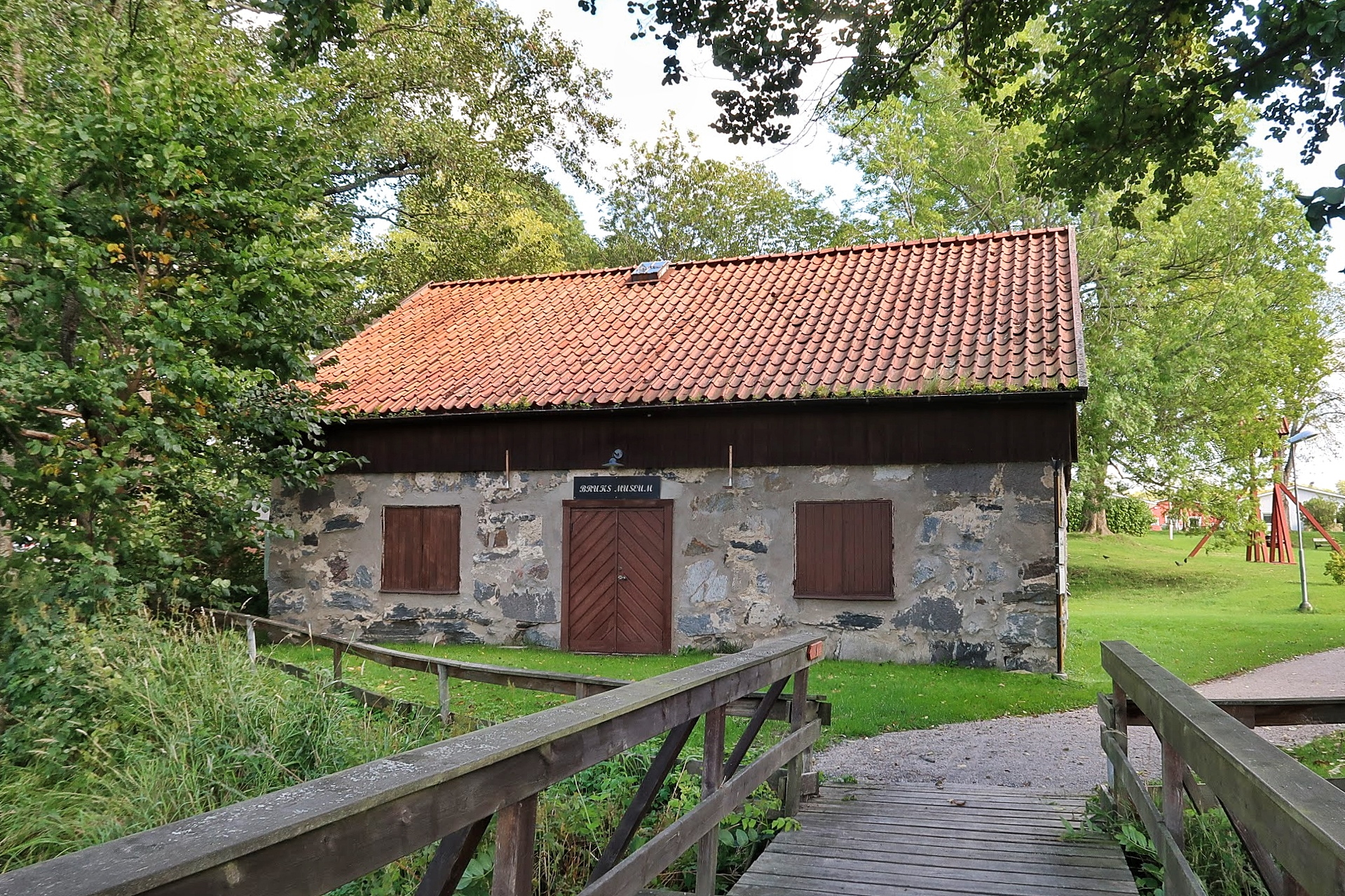
Nävekvarns bruksmuseum.

Nävekvarns bruksmuseum är ett arbetslivsmuseum beläget i det gamla bränneriet i Svalbergsgården i Nävekvarn. 
Museet öppnades den 12 juni 2004 och visar gjutgods från Näfvekvarns styckebruks tillverkning under tidsperioden 1850 till 1960 samt konstgjutgods från tiden 1917 till 1936. Museet visar även kanoner från styckebrukstiden. 